# (7930) 1987 VD
1987 في دي (ويعرف أيضًا باسم (7930) 1987 في دي وفق تسمية الكوكب الصغير) (بالإنجليزية: 1987 VD)‏ هو كويكب ضمن حزام الكويكبات؛ وترتيبه 7930 من حيث الاكتشاف.
اكتُشف هذا الجُرم الفلكي بواسطة هيروشي كانيدا في 15 نوفمبر 1987.

## وصلات خارجية
- (7930) 1987 VD في قاعدة بيانات مختبر الدفع النفاث لأجرام النظام الشمسي الصغيرة

- الاكتشاف · مخطط المدار ·  العناصر المدارية · المعلمات المادية

- (7930) 1987 VD على موقع ويكي سكاي: DSS2, SDSS, GALEX, IRAS, Hydrogen α, X-Ray, Astrophoto, Sky Map, Articles and images